# Аукштайты

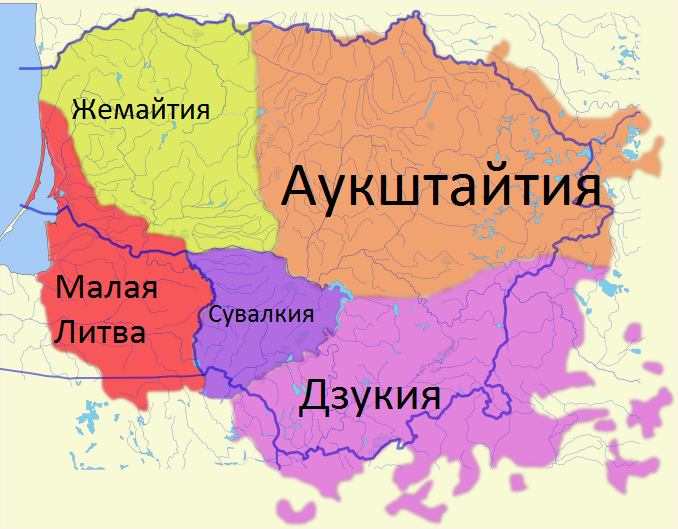
Современные этнокультурные регионы Литовской республики

Карта расселения балтийских племён на конец XII века.

Аукштайты (аукшайты; лит. aukštaičiai, бел. аўкштайты) ― этническая группа в составе литовцев в Восточной Литве, население исторической области Аукштайтия. В историческом значении — группа балтских племен, проживавших в 1-м тыс. н.э. на территории современной Литвы и Белоруссии, этот термин обычно относился к названию юго-восточной части литовцев, но иногда аукштайтов причисляли к литвинам. 
В современном значении локальное название населения восточной и центральной части Литовской республики. Среди современных аукштайтов выделяют локальную группу дзуков, которые характеризуются особенностями языка (дзеканьем) и этнографического происхождения.

## Этимология термина
Название происходит от лит. aukštas, aukštis «высокий, верхний» в отличие от названия жемайтов (< žemas «низкий, низменный»), что традиционно связывается с расселением по течению реки Неман. З. Зинкявичюс полагает, что данное противопоставление связано с тем, что жемайты проживали в низинах, а аукштайты были жителями возвышенностей. Однако, локализация Аукштайтии приходится на Мушо-Нямунельскую и Нявежскую низменности (см.  География Литвы), что вызывает некоторые противоречия.

## Первое упоминание
В письменных источниках термин впервые упоминается в «Хронике Земли Прусской» Петра из Дусбурга, составленной в 1330-х гг., при описании событий 1294 года.

## Эволюция
Аукштайтами называли население восточных и центральных районов территории современной Литвы. Под названием аукштайты обычно подразумевали этнографическую группу литовцев, которую иногда причисляли к литвинам.
Антропологический тип западных аукштайтов характеризуется выраженной долихокранией, узким, средневысоким, сильнопрофилированным в горизонтальном направлении лицом, низкими орбитами и выступающим носом. Аукштайты отличаются от синхронных им жемайтов выраженной долихокранией, более узким (на 6 мм) лицом и низкими орбитами. Небольшие размеры скулового диаметра, не позволяющие сближать антропологический тип аукштайтов с типом жемайтов и балтских племен в целом, свидетельствуют о разном их происхождении.
Современные аукштайты говорят на аукштайтском наречии (лит. aukštaičių tarmė), иначе — верхнелитовских диалектах. Это одна из двух основных диалектных групп литовского языка — наряду с жемайтским. На этом наречии говорят в Аукштайтии, Дзукии и Сувалкии.
В XX веке в составе аукштайтов выделяют локальную группу дзуков, которая характеризуется особенностями языка (дзеканье) и этногенетического происхождения. Дзукийский диалект, или южноаукштайтский диалект (pietų aukštaičiai) есть диалект аукштайтского наречия.
Тесные межэтнические контакты между аукштайтами и белорусами обусловили близость и схожесть их материальной и духовной культуры.
Занимались земледелием, скотоводством. В эпоху средневековья аукштайты сложили ядро древнелитовской народности. В дальнейшем с жемайтами (жмудью) и другими балтскими группами Литвы консолидировались в единый литовский этнос. Восточная и южная часть аукштайтов вместе с кривичами и полочанами вошла в состав белорусской нации.